# Surendra vandeldeni
Surendra vandeldeni är en fjärilsart som beskrevs av Kalis 1933. Surendra vandeldeni ingår i släktet Surendra och familjen juvelvingar. Inga underarter finns listade i Catalogue of Life.